# 루이스 페르난두 페레이라 다 시우바
루이스 페르난두 페레이라 다 시우바(포르투갈어: Luiz Fernando Pereira da Silva, 1985년 11월 25일 ~ )는 페르난지뉴로 잘 알려진 브라질 출신의 축구선수이며 K리그 등록명은 페르난도2였다.